# کاکایی فرانکلین

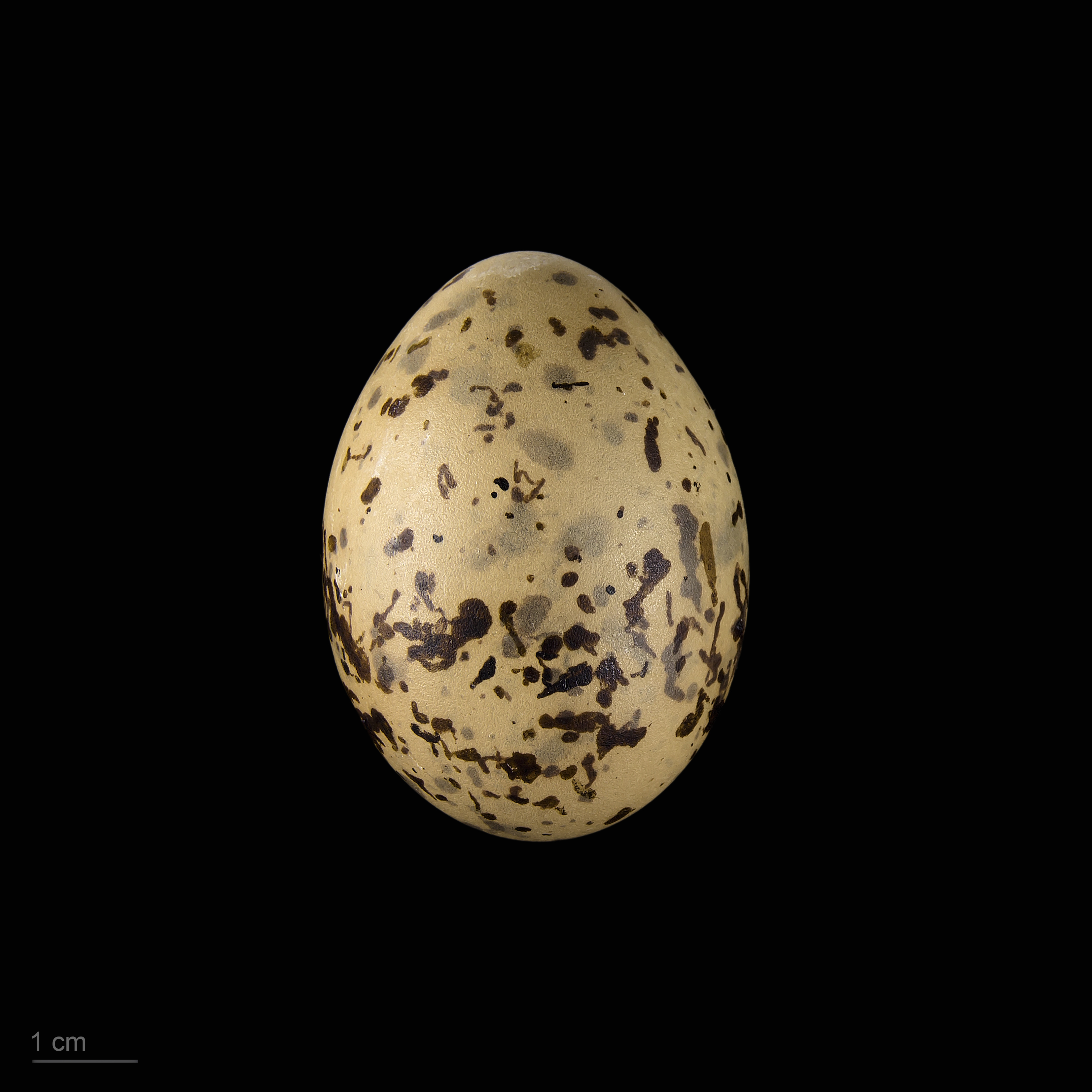
Leucophaeus pipixcan

کاکایی فرانکلین (نام علمی: Leucophaeus pipixcan) نام یک گونه از تیره کاکاییان است.